# کوه پوتنیک
کوه پوتنیک (به انگلیسی: Mount Putnik) یک کوه در کانادا است که در آلبرتا واقع شده‌است. کوه پوتنیک ۲٬۹۴۰ متر بالاتر از سطح دریا واقع شده‌است.